# وایسالا (دهانه)
وایسالا یک دهانه برخوردی در ماه است.